# Knock Nevis

Esquema comparatiu de mides dels vaixells més grans.

El Knock Nevis va ser un superpetrolier de fabricació japonesa, també conegut com a Seawise Giant, Happy Giant i Jahre Viking, construït entre 1979 i 1981. Quan es va estrenar, el petrolier Pierre Guillaumat encara el superava en mida, després d'engrandir-lo esdevingué el vaixell més gros del món, amb 458 metres d'eslora i 69 metres d'amplària, i també l'estructura mòbil més grossa del món. Va ser danyat per les Forces Aèries de l'Iraq el 1986, durant la Guerra entre Iran i Iraq, i reflotat el 1991. Va ser desballestat a la India al 2010.

## Especificacions
El Knock Nevis té una tara de 564.763 tones i un pes total de 647.955 tones amb una càrrega de 650 000 m³ (4,1 milions de barrils) de petroli. Amb càrrega màxima, el buc s'enfonsa 24,6 metres per sota del nivell del mar, el que fa impossible la seva navegació pel Canal de la Mànega, així com pels canals artificials de Suez i Panamà.

Comparació del Knock Nevis amb alguns grans edificis

## Història
Va ser fabricat a les drassanes d'Oppama (Japó), propietat de la Sumitomo Corporation, per a un propietari grec que va entrar en fallida quan el vaixell va ser gairebé acabat. Abans de la seva terminació, el vaixell va ser comprat per Tung Chao Yung, un magnat de Hong Kong que en va incrementar les dimensions i en va augmentar la capacitat de càrrega. Va ser botat dos anys més tard amb el nom de Seawise Giant.
En la primera ruta enllaçava l'Orient Mitjà amb els Estats Units, però des de 1986 va ser utilitzat com magatzem flotant i transport per Iran durant la guerra contra Iraq. El maig de 1988, el vaixell va ser atacat i severament danyat per avions iraquians a l'Estret d'Ormuz. A final de 1989, a la fi de la guerra, el vaixell va ser comprat la companyia noruega KS-Company, controlada per Norman International. Va ser reparat a les drassanes Keppel de Singapur i va ser rebatejat com a Happy Giant, si bé el 1991, abans que les reparacions estiguessin acabades, la companyia va passar a les mans de Jorgen Jahre, i el navili va ser botat amb el nom de Jahre Viking. A la fi de 1990, KS-Company va ser adquirida per la First Olsen Tankers.
El març de 2004, el vaixell va ser enviat a la drassana Dubai Drydocks per a ser reformat com a magatzem flotant, sent novament rebatejat, aquesta vegada com a Knock Nevis.